# Barasa acronyctoides
Barasa acronyctoides är en fjärilsart som beskrevs av Walker 1862. Barasa acronyctoides ingår i släktet Barasa och familjen trågspinnare. Inga underarter finns listade i Catalogue of Life.